# Trường Trung học phổ thông chuyên Trần Đại Nghĩa
Trường Trung học Phổ thông chuyên Trần Đại Nghĩa (tiếng Anh: Tran Dai Nghia High School for the Gifted), cũng được gọi với biệt danh Trần Chuyên hay tên viết tắt TĐN, là một trường Trung học công lập chuyên ở Thành phố Hồ Chí Minh (dành cho học sinh từ lớp 6 đến lớp 12 có năng khiếu), hoạt động theo hình thức bán trú.
Từ năm 2024 trở đi, UBND TP HCM đã quyết định thành lập thêm Trường THCS và THPT Trần Đại Nghĩa trên cơ sở tổ chức lại Trường THPT Chuyên Trần Đại Nghĩa. Đây là 2 trường hoạt động độc lập với 2 chức năng, nhiệm vụ đào tạo khác nhau, sử dụng chung cơ sở vật chất dạy học hiện có của Trường chuyên trước đây. Trường trung học cơ sở và trung học phổ thông Trần Đại Nghĩa là đơn vị sự nghiệp công lập, trực thuộc Sở Giáo dục và Đào tạo Thành phố Hồ Chí Minh, có tư cách pháp nhân, có con dấu và tài khoản riêng, được cấp kinh phí hoạt động, và mở tài khoản tại Kho bạc Nhà nước theo quy định của pháp luật hiện hành.
Hiện nay, trường là một trong ba trường Trung học phổ thông chuyên tốt nhất Thành phố Hồ Chí Minh.

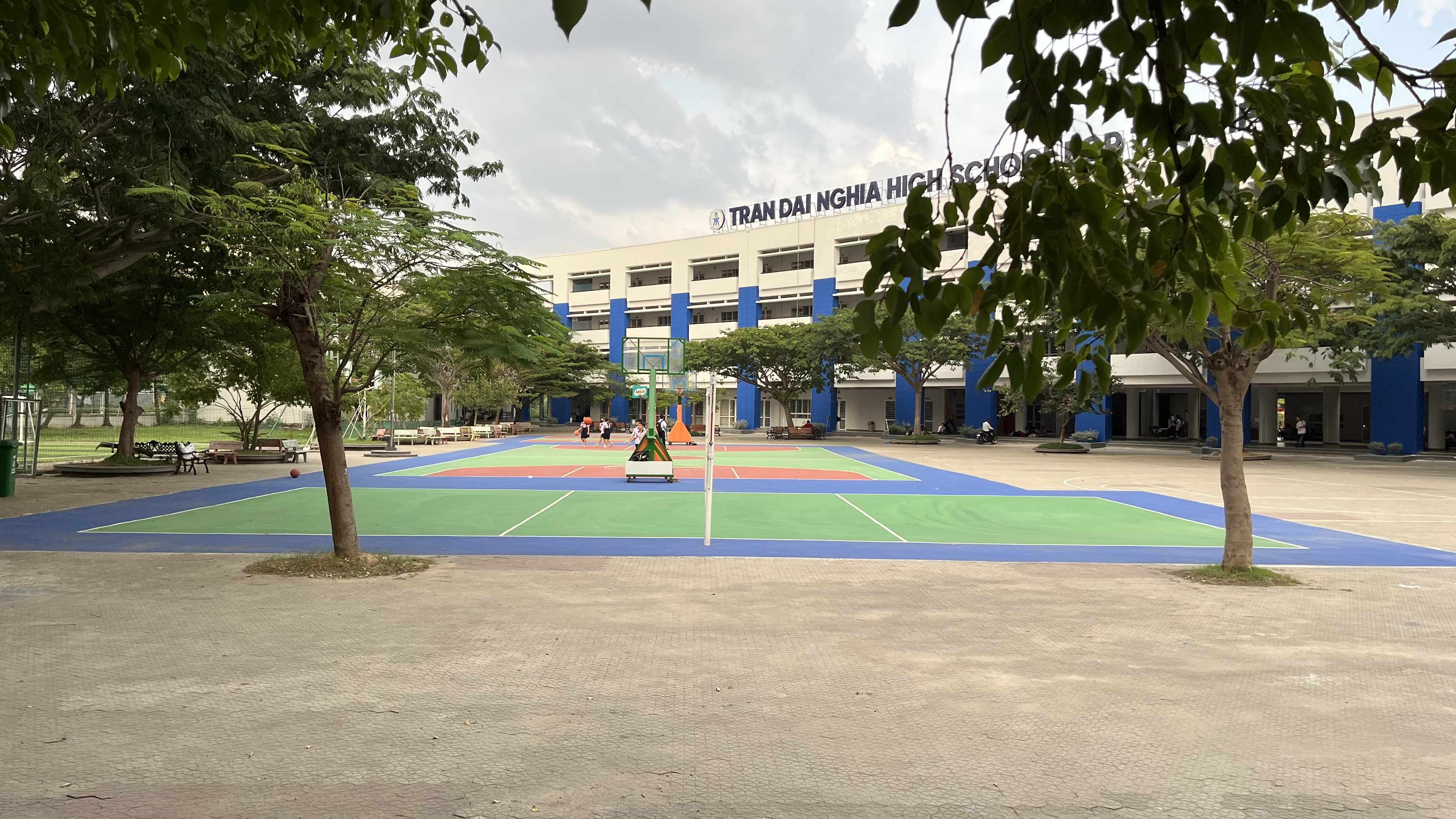
Cơ sở chính của Trường THPT Chuyên Trần Đại Nghĩa tại phường Bình Khánh, TP Thủ Đức (từ năm 2024).

## Lịch sử

### Giai đoạn trước 1975
Trước năm 1975, trường Trần Đại Nghĩa tiền thân là trường trung học La San Taberd. Năm 1874, linh mục Henri De Kerlan – linh mục quản xứ Nhà thờ chính tòa Đức Bà Sài Gòn, đã sử dụng số tiền riêng mà mình dành dụm, sáng lập nên trường Trung học La San Taberd. Cơ sở giáo dục này được đặt tại dinh của Tri phủ Tân Bình đời Tự Đức và bắt đầu khởi công vào năm 1875. Cuối cùng, sau 12 năm kéo dài, vào năm 1887, nhà trường chính thức đã hoàn thành việc xây dựng.
Ban đầu, trường được xây dựng với mục đích nuôi trẻ mồ côi lai Âu và lai Pháp bị bỏ rơi, về sau thu nạp thêm học sinh không phân biệt lương – giáo. Lúc bấy giờ, trường chỉ có 58 học trò do các tu sĩ, nhà truyền giáo dạy dỗ, chăm sóc gồm 2 người Việt Nam và 2 người Pháp dạy dỗ.
Trường vốn là sản nghiệp riêng của Hội truyền giáo, từ năm 1889, các sư huynh đầu tiên của trường công giáo: Les Frères des Ecoles Chrétiennes đã được mời từ Pháp qua. Từ đây, số lượng học sinh của trường ngày càng gia tăng, đến năm 1949, trường đạt cột mốc vượt hơn 1.200 học sinh.

### Giai đoạn sau 1975
Ngày 12 tháng 12 năm 1975, thực hiện theo thông cáo chung của Sở Giáo dục và Ủy ban liên lạc Công giáo – văn thư số 576/ VP–75 của Tòa Tổng giám mục Sài Gòn, trường Lasan Taberd được chính thức bàn giao cho Sở Giáo dục & Đào tạo Thành phố Hồ Chí Minh dưới sự chứng kiến của các ban đại diện gồm: Sở Giáo dục, Tòa Tổng giám mục Sài Gòn và trường Lasan Taberd cũ. Sau đó, trường vẫn tiếp tục duy trì việc đào tạo giáo dục phổ thông từ cấp I, II và III với hơn 6.000 học sinh đến hết tháng 9, 1976.
Bởi nhu cầu đào tạo giáo viên tiểu học của thành phố, năm 1976 trường Trung học Sư phạm TP Hồ Chí Minh đã được thành lập theo quyết định số 32/ TCCQ của Ủy ban Nhân dân Cách mạng thành phố. Trường nhận bàn giao từ trường Taberd cũ và bắt đầu khóa đào tạo đầu tiên vào tháng 8, 1976.
Trong khuôn viên Trường hiện nay còn tồn tại Lưu xá SiViTa của các sư huynh dòng Lasan. Hằng năm, Lưu xá này vẫn thực hiện tuyển sinh Công Giáo và tổ chức các hoạt động trong khuôn viên trường.

### Giai đoạn 2000 – 2002
Sau gần 25 năm đào tạo với 24 khóa học, năm 2000, trường Trung học Sư phạm được sáp nhập với trường Cao đẳng sư phạm theo quyết định của Ủy ban Nhân dân thành phố. Từ đây, toàn bộ cơ sở vật chất trường Trung học Sư phạm đã được bàn giao để thành lập trường THPT Trần Đại Nghĩa theo quyết định số 2020/ QĐ–UB–VX của UBND thành phố vào ngày 31 tháng 3 năm 2000. Trường tổ chức lễ khai giảng năm học đầu tiên vào ngày 3 tháng 9 năm 2000.

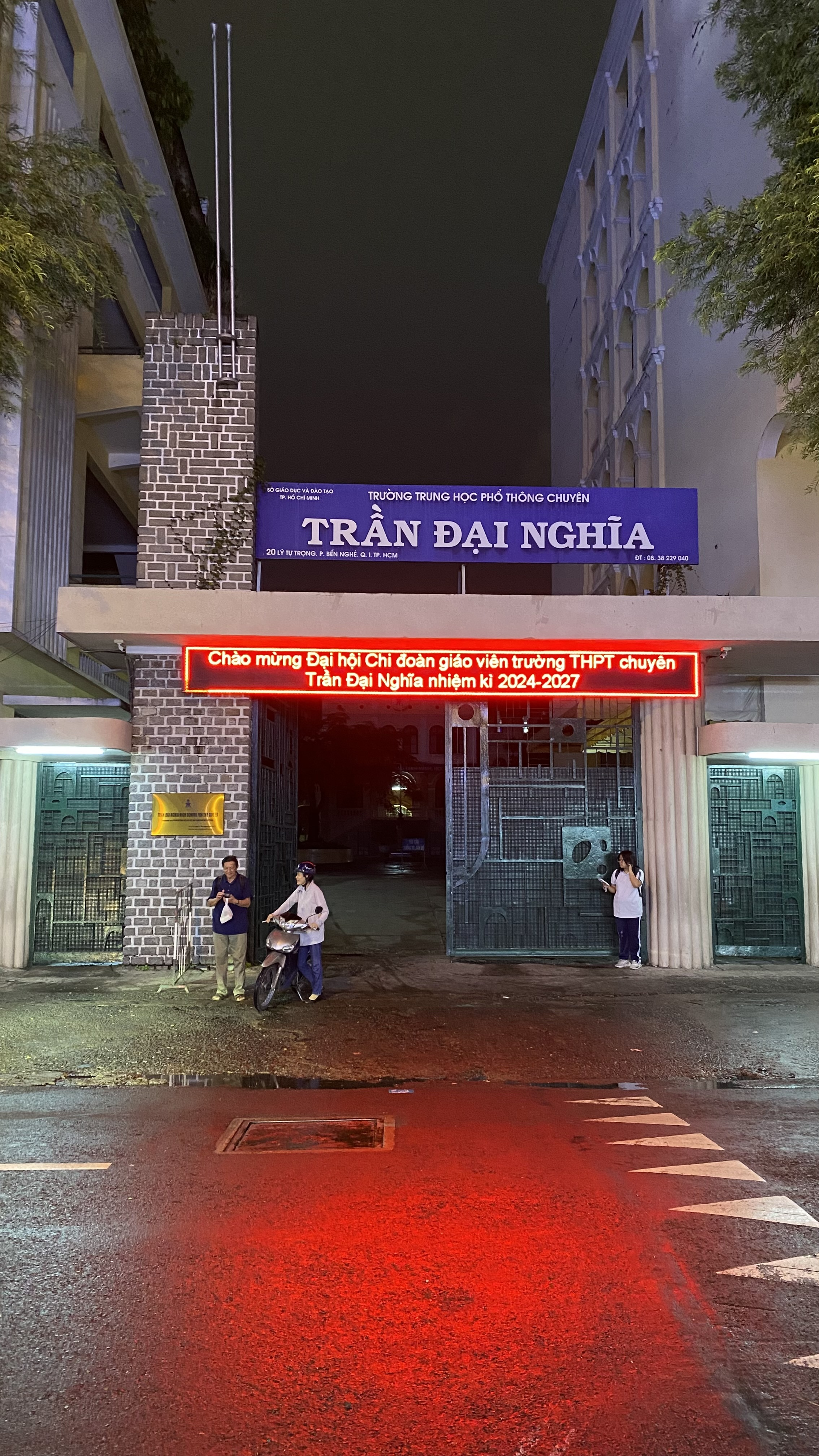
Cơ sở phụ của Trường THPT Chuyên Trần Đại Nghĩa tại phường Bến Nghé, Quận 1 từ năm 2024 trên cơ sở vật chất của Trường Lasan Taberd cũ.

### Giai đoạn 2002 đến nay
gày 04 tháng 10 năm 2002, UBND Thành phố Hồ Chí Minh ra Quyết định số 4072/ QĐ–UB cho phép chuyển trường THPT Trần Đại Nghĩa thành trường THPT chuyên Trần Đại Nghĩa. Từ năm học 2003–2004, nhà trường bắt đầu tuyển sinh các lớp 10 chuyên Anh – Toán – Văn – Lý – Hóa và tiếp tục duy trì mô hình học tập – sinh hoạt cả ngày tại trường và học tăng cường tiếng Anh. Đến năm học 2013–2014, nhà trường tuyển sinh thêm lớp chuyên Sinh. Năm học 2021–2022, nhà trường mở lớp chuyên Tin. Đến năm học 2024–2025, nhà trường mở thêm lớp chuyên Lịch sử, lớp chuyên Địa lý và lớp chuyên Anh–Toán–Khoa học (theo đề án 5695), nâng tổng số môn chuyên được đào tạo trong nhà trường là 10 môn. Năm học 2024–2025, nhà trường tuyển sinh 13 lớp chuyên cho 10 môn chuyên.
Ngày 30 tháng 12 năm 2019, Trường THPT chuyên Trần Đại Nghĩa đã được UBND Thành phố Hồ Chí Minh xếp hạng di tích lịch sử – văn hóa, danh lam thắng cảnh Thành phố Hồ Chí Minh.

## Mô hình đào tạo

### Tuyển sinh

#### Khối Trung học cơ sở
Từ năm học 2014–2015 trở về trước, trường tuyển sinh vào khối THCS dựa theo trình độ 3 môn Toán – Văn – Anh của học sinh qua đề thi riêng của trường. Để được dự thi, học sinh phải hoàn thành bậc tiểu học và có học lực trung bình năm lớp 5 của hai môn toán, văn đạt loại giỏi. Ngoài ra, đối với những học sinh được học vượt lớp ở cấp học trước hoặc học sinh vào cấp học ở độ tuổi cao hơn tuổi quy định thì tuổi vào lớp 6 được giảm hoặc tăng căn cứ vào tuổi của năm tốt nghiệp cấp học trước. Riêng học sinh là người dân tộc thiểu số, học sinh khuyết tật, học sinh có hoàn cảnh đặc biệt khó khăn, học sinh ở nước ngoài về nước có thể cao hơn 3 tuổi so với tuổi quy định.
Thời gian nộp đơn và thi tuyển thường dao động từ đầu tháng 6 đến giữa tháng 6. Sau khi kì thi kết thúc, khoảng 3 – 4 ngày sau Hội đồng chấm khảo sát sẽ công bố kết quả. Thời gian để trường nhập đơn chấm phúc khảo là từ khoảng 2 – 3 ngày sau khi kết quả kì thi được công bố và kết quả phúc khảo sẽ có sau đó 2–3 ngày. Học sinh nộp hồ sơ nhập học là từ khoảng 4 – 5 ngày sau khi có kết quả kì thi tuyển sinh, nếu không nộp hồ sơ nhập học sẽ bị xóa tên trong danh sách trúng tuyển.
Thông thường chỉ tiêu vào lớp 6 của trường khoảng hơn 320 – 360 học sinh, chia thành 8 – 9 lớp, trên tổng số từ 3000 – 4000 học sinh đăng ký dự thi. Kể từ năm học 2015–2016, trường mở thêm cơ sở 2 dành cho học sinh khối 6 và khối 7 tại Quận 2. Chỉ tiêu tuyển sinh lớp 6 của trường cũng tăng lên thành 535 học sinh, chia thành 15 lớp, dựa trên tổng số hơn 4000 thí sinh. Vì thế, tỉ lệ chọi từ năm học này chỉ còn khoảng 1:7 đến 1:8, ít hơn so với các năm học trước.
Trước lệnh cấm thi tuyển vào lớp 6 của Bộ GD&ĐT, trường đã chọn phương án làm bài khảo sát năng lực tiếng Anh. Đề khảo sát bao gồm nhiều lĩnh vực kiến thức như: Toán học, Lịch sử, Địa lí, Văn hóa... Các câu hỏi được biên soạn theo hướng kiểm tra năng lực và khả năng vận dụng kiến thức đã học ở bậc tiểu học vào việc giải quyết các tình huống của cuộc sống.
Bài khảo sát năng lực bằng tiếng Anh gồm 2 phần (90 phút). Phần 1 là trắc nghiệm khách quan 4 lựa chọn với 30 câu nhằm khảo sát năng lực tư duy, sự nhanh nhạy, năng lực vận dụng kiến thức cơ bản vào cuộc sống (thực hiện 45 phút).
Phần 2 là bài tự luận với khoảng 10 câu tập trung khảo sát năng lực, phán đoán, suy luận của học sinh. Trong đó, năng lực tư duy gồm 3 câu; năng lực ngôn ngữ, diễn đạt: 4 câu; năng lực vận dụng khoa học thường thức vào cuộc sống: 2 câu; năng lực vận dụng hiểu biết xã hội vào cuộc sống: 1 câu (thực hiện trong 45 phút).
Từ năm học 2024–2025, theo quyết định của Uỷ ban Nhân dân Thành phố Hồ Chí Minh về việc thực hiện quy định không có lớp không chuyên trong trường chuyên, nhà trường chính thức dừng tuyển sinh hệ Trung học cơ sở trong nhà trường.

## Thành tích
- Năm 2009, được Chủ tịch nước tặng Huân chương Lao động hạng 3.
- Năm học 2014–2015, 3 học sinh đạt giải ba trong cuộc thi Cuộc thi nghiên cứu khoa học Quốc tế I–SWEEEP dành cho học sinh trung học.
- Giành được nhiều giải thưởng trong các cuộc thi quốc tế ở khối THCS như SASMO hay APMOPS.
- Tính đến năm 2011, học sinh của trường đã giành được 9 giải quốc tế, 64 giải quốc gia, 270 giải thi Olympic toàn miền Nam, 2.724 HS đạt danh hiệu HS giỏi cấp thành phố.
- Tỉ lệ tốt nghiệp THPT nhiều năm liền đứng đầu thành phố với 100%.
- Năm học 2006–2007, 1 học sinh đã đạt danh hiệu Thủ khoa trong kỳ thi Học sinh giỏi Quốc gia ở bộ môn Tiếng Anh.[17]
- Trong 2 năm học liên tiếp: 2022–2023 và 2023–2024, trường có 2 Thủ khoa trong kỳ thi Học sinh giỏi Quốc gia ở bộ môn Tiếng Anh.[18]
- 2 lần nhận bằng khen của Bộ trưởng Bộ Giáo dục và Đào tạo (2004 và 2007).
- Trường 5 năm liền dẫn đầu thành phố về tỉ lệ đậu THPT của thành phố.

Nhiều năm liền, nhà trường được công nhận là tập thể lao động xuất sắc, được Bộ GD–ĐT, UBND Thành phố Hồ Chí Minh tặng bằng khen về hoàn thành xuất sắc nhiệm vụ năm học, nhiều năm nhận cờ thi đua xuất sắc cấp thành phố, bằng khen của Ban chấp hành Đảng bộ thành phố về "Chi bộ trong sạch vững mạnh tiêu biểu".

## Hoạt động ngoại khóa
Ngoài việc chú trọng vào chất lượng giảng dạy, trường còn tạo điều kiện cho học sinh tham gia các hoạt động ngoại khóa.

## Ban giám hiệu
| Thời gian         | Hiệu trưởng     | Phó Hiệu trưởng               |
| ----------------- | --------------- | ----------------------------- |
| 3/2000 – 3/2008   | Nguyễn Bác Dụng | Võ Thị Ngọc Duyên             |
| 3/2000 – 3/2008   | Nguyễn Bác Dụng | Phạm Quốc Việt                |
| 3/2008 – 3/2012   | Nguyễn Bác Dụng | Tô Thị Thanh Danh             |
| 3/2008 – 3/2012   | Nguyễn Bác Dụng | Phạm Quốc Việt                |
| 3/2012 – 12/2014  | Lâm Triều Nghi  | Tô Thị Thanh Danh             |
| 3/2012 – 12/2014  | Lâm Triều Nghi  | Phạm Quốc Việt                |
| 3/2012 – 12/2014  | Lâm Triều Nghi  | Nguyễn Bảo Quốc               |
| 12/2014 – 10/2018 | Lâm Triều Nghi  | Phạm Quốc Việt                |
| 12/2014 – 10/2018 | Lâm Triều Nghi  | Tô Thị Thanh Danh             |
| 12/2014 – 10/2018 | Lâm Triều Nghi  | Trần Thị Hồng Thủy            |
| 12/2014 – 10/2018 | Lâm Triều Nghi  | Trần Ngọc Huy                 |
| 10/2018 – nay     | Nguyễn Minh     | Trần Ngọc Huy (đến 2022)      |
| 10/2018 – nay     | Nguyễn Minh     | Trần Thị Hồng Thủy (đến 2024) |
| 10/2018 – nay     | Nguyễn Minh     | Phạm Thanh Yên                |
| 10/2018 – nay     | Nguyễn Minh     | Trịnh Đình Thảo               |